# Estação Beaudry
A Estação Beaudry é uma das estações do Metrô de Montreal, situada em Montreal, entre a Estação Berri-UQAM e a Estação Papineau. Faz parte da Linha Verde.
Foi inaugurada em 21 de dezembro de 1966. Localiza-se na Rua Sainte-Catherine. Atende o distrito de Ville-Marie.